# Calçadeira

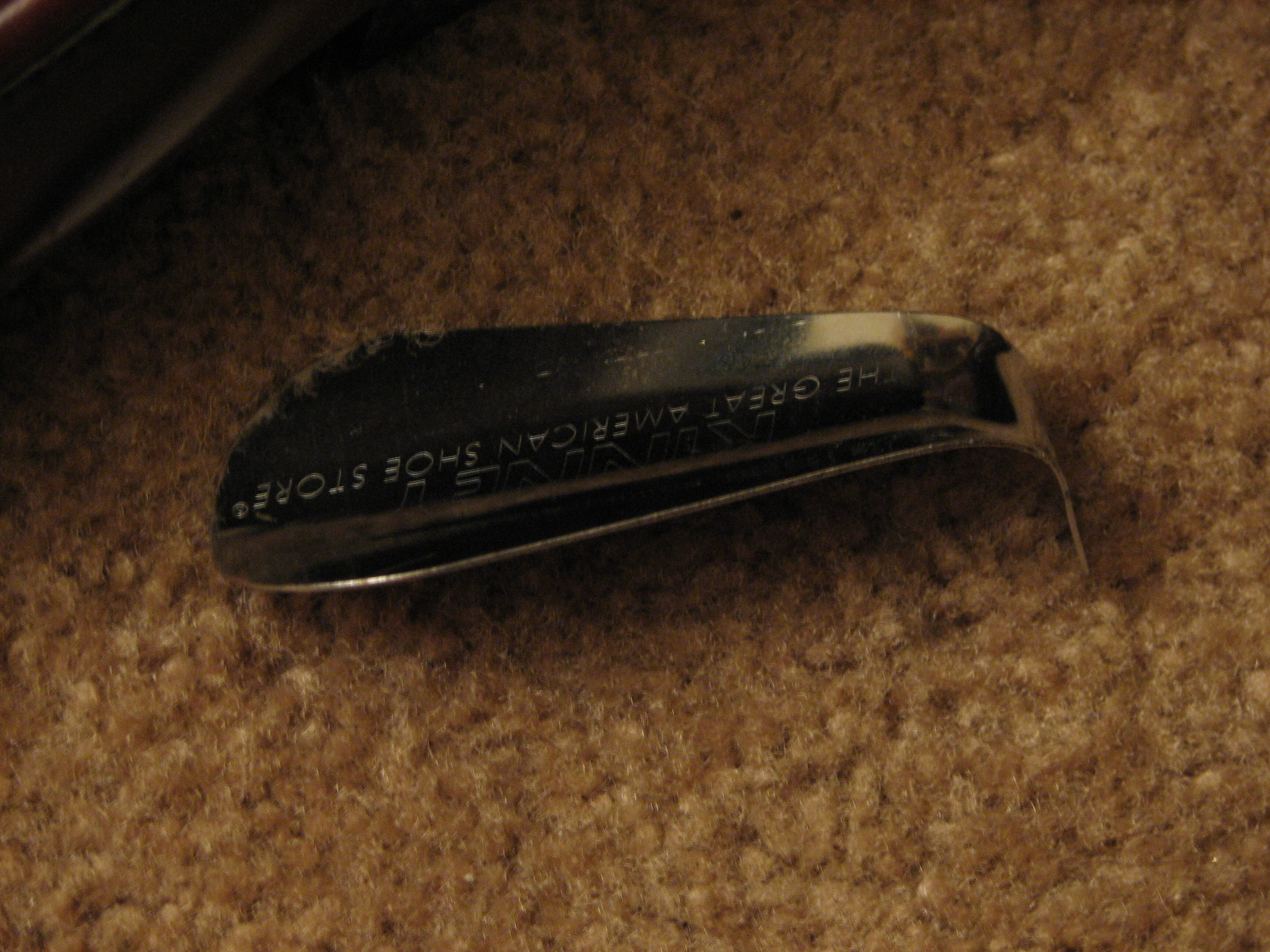
Calçadeira de metal.

Calçadeira é uma ferramenta utilizada para ajudar a calçar sapatos e calçados em geral.